# Mariner 10
Mariner 10, en interplanetarisk rymdsond byggd av den amerikanska rymdflygsstyrelsen NASA, var den tionde i en serie om 12 planerade sonder (sedermera 10 då de två sista sonderna istället fick namnet Voyager) i Marinerprogrammet.
Sonden sköts upp den 3 november 1973 med planeterna Venus och Merkurius som mål. Den var den sista sonden i Marinerprogrammet då Mariner 11 och 12 istället fick namnen Voyager 1 resp. Voyager 2.
Den 5 februari 1974 gjorde Mariner 10 en förbiflygning av Venus och fann bevis för planetens roterande moln. 
Mariner 10 gjorde senare tre förbiflygningar av Merkurius, 29 mars 1974, 21 september 1974 och 16 mars 1975, och kartlade då knappt halva planetens yta och upptäckte samtidigt en tunn atmosfär och ett magnetfält.

### Fotnoter
1. ↑  ”NASA Space Science Data Coordinated Archive” (på engelska). NASA. https://nssdc.gsfc.nasa.gov/nmc/spacecraft/display.action?id=1973-085A. Läst 24 mars 2020.